# Maipomyia velata
Maipomyia velata är en tvåvingeart som beskrevs av Daniel J. Bickel 2004. Maipomyia velata ingår i släktet Maipomyia och familjen styltflugor. Inga underarter finns listade i Catalogue of Life.